# Final Fantasy VII
Final Fantasy VII (jap. ファイナルファンタジーVII Fainaru Fantaji Sebun) ist ein Konsolenrollenspiel, das von Square (heute Square Enix) entwickelt und im Jahr 1997 veröffentlicht wurde. Es ist der siebte Teil der Final-Fantasy-Reihe und das erste Spiel der Reihe, das für die Sony PlayStation und für Windows erschienen ist. Final Fantasy VII nutzt als erstes Spiel der Reihe 3D-Computergrafik sowie gerenderte Charaktere vor vorgerenderten Hintergründen.
Angesiedelt auf dem Fantasieplaneten Gaia folgt der Spieler zu Beginn einer Gruppe von Widerstandskämpfern, genannt Avalanche, in ihrem Kampf gegen den Megakonzern Shinra, der dem Planeten zwecks Energiegewinnung die Lebensenergie entzieht. Im Verlauf der Geschichte eskalieren die Konflikte und die gesamte Welt wird vom Untergang bedroht.
Das Spiel hatte nicht nur großen kommerziellen Erfolg, sondern ist bis heute eines der beliebtesten Spiele der Reihe und wird häufig als Grundlage für den Mainstream-Durchbruch von östlichen Rollenspielen außerhalb Japans angesehen. Aufgrund der ungebrochenen Popularität dieses Spieles entschied Square Enix, eine Reihe von Sequels und Prequels zu produzieren. Diese Reihe hat den übergeordneten Titel Compilation of Final Fantasy VII. Bis zum Mai 2006 wurden von Final Fantasy VII weltweit mehr als 9,8 Millionen Einheiten verkauft.
Seit dem 10. April 2009 ist Final Fantasy VII über das Downloadportal PlayStation Network in Japan erhältlich und seit dem 4. Juni 2009 in Europa. Bei der dort kostenpflichtig angebotenen Version von Final Fantasy VII handelt es sich um die handelsübliche International-Version, welche mit den westlichen Verkaufsversionen inhaltlich identisch ist.
Am 4. Juli 2013 wurde die PC-Fassung bei Steam zum Download wiederveröffentlicht. Diese Version kann wahlweise in HD dargestellt werden, wobei aber die originalen Videos, Texturen und Hintergründe 'nur' hochgerechnet werden. Am 26. März 2019 kamen Versionen des Spiels für Xbox One und Nintendo Switch auf den Markt.
Auf der E3 2015 kündigte Sony ein Remake von Final Fantasy VII für die PlayStation 4 an. Das Remake war als Demo auf der E3 2019 und der Gamescom 2019 anspielbar und soll in mehreren Teilen veröffentlicht werden. Der erste Teil erschien am 10. April 2020.

## Handlung

### Szenario
Die Entwickler haben sich bei der Spielwelt insofern an der des Vorgängers Final Fantasy VI orientiert, als die Technologie und Gesellschaft der einer Nahe-Zukunft-Science-Fiction ähnelt. Die Welt von Final Fantasy VII besteht aus drei Landmassen: Auf dem östlichen Kontinent befindet sich die Stadt Midgar, eine industrielle Metropole und Hauptquartier von Shinra, Inc., einem skrupellosen Megakonzern, der die Weltregierung innehat. Shinras wichtigste Militärbasis, Junon, und verschiedene kleine Städte liegen ebenfalls auf diesem Kontinent.
Auf dem westlichen Kontinent befinden sich die meisten besuchbaren Gebiete, unter anderem ein Vergnügungspark, ein Seebad und auf einer Hochebene die Siedlung Cosmo Canyon. Der dort heimische Stamm legt großen Wert darauf, mit der Natur in Einklang zu leben und sich um das Wohlergehen des Planeten zu kümmern. Ihre Siedlung verfügt über ein Observatorium und dient jenen, die im Rahmen der Untersuchung des Planetenlebens kommen, als Forschungsstätte. Die Untersuchung des Planetenlebens ist eine fiktive philosophische Strömung im Spiel, die behauptet, dass der Planet selbst lebendig sei (vgl. Gaia-Hypothese).
Noch weiter westlich liegt ein weiterer Kontinent, auf dem nur eine Stadt liegt, Wutai. Ein Ort, der sehr an der östlichen Kultur orientiert ist.
Der nördlichste Kontinent ist größtenteils eine Eiswüste. Die wenigen Siedlungen beschäftigen sich mit Ausgrabungen und Forschungsarbeit, allerdings gibt es auch ein Skigebiet.
Der Shinra-Konzern wuchs aufgrund der Gewinnung und Nutzbarmachung der sogenannten Mako-Energie durch spezielle Mako-Reaktoren innerhalb einer Generation von einem kleinen Rüstungskonzern zur dominierenden Weltmacht heran. Die Mako-Energie befindet sich im Inneren des Planeten und zeichnet sich durch eine blassgrüne Farbe aus. Stirbt ein Lebewesen, egal ob Mensch, Tier oder Pflanze, setzt es spirituelle Energie frei, die zum Planeten zurückkehrt. Die Mako-Energie setzt sich somit aus der Energie unzähliger Einzelwesen zusammen. Tod und Leben bilden einen natürlichen Kreislauf, alles kehrt zum Planeten zurück.
Der Konzern entdeckte rasch, dass der abgeleitete und umgewandelte Stoff nicht nur zur Energiegewinnung genutzt werden kann, sondern auch, dass sich durch Komprimierung der Mako-Energie kleine Kugeln, genannt Substanzen (Materia), herstellen lassen, die Menschen magische Kräfte verleihen oder sie mit speziellen Fähigkeiten ausstatten. Zudem fand Shinra bald heraus, dass diese Energie bei einer Injektion in einen starken und gesunden Menschen diesem dauerhaft übermenschliche Kräfte verlieh. Sie nutzten ihr Wissen, um eine Einheit übermenschlicher Kämpfer, genannt „SOLDAT“ („SOLDIER“) zu erschaffen. Mit ihrer Armee beendeten sie einen mehrjährigen weltweiten Konflikt und nutzen die Abhängigkeit der Nachkriegsgesellschaft von Mako-Energie und Substanzen, um die Weltherrschaft an sich zu reißen.
Nachdem Shinra die Kontrolle übernommen hatte, wurden die acht Städte in der Umgebung des Konzerns zur Stadt Midgar zusammengeschlossen. Shinra bemühte sich vor allem um die höhergestellten Bevölkerungsschichten und baute eine gewaltige Metallplatte über der Stadt, auf der die Oberschicht leben konnte und auf der sich das siebzigstöckige Hauptquartier von Shinra befindet. Der untere Teil der Stadt verslumte, vollkommen vom Sonnenlicht abgeschnitten und unter ständiger Luftverschmutzung leidend. Da sie keine Hilfe von außen erhalten, sind die Bewohner dieser Gebiete meist unterernährt und kränklich.
Shinra sah sich bald einer Opposition von jenen gegenüber, die glaubten, dass die Verwendung der Mako-Energie die spirituelle Essenz – eine gewaltige Ansammlung an ätherischer Materie, auch als Lebensstrom bekannt – des Planeten aufbrauche. Die Philosophie der Untersuchung des Planetenlebens lehrte, dass diese Energiewelle nicht nur die Lebensader des Planeten sei, sondern gar die Quelle des Lebens aller Lebewesen. Jene, die diesem Lebensstil folgten, nannten die Mako-Energie „Lebensstrom“, ein Begriff, der zunehmend ungern gehört wurde, als die Bevölkerung immer abhängiger von Mako wurde. Die Untersuchung des Planetenlebens behauptete, dass jeder Organismus bei seiner Empfängnis einen Teil des Lebenshauches des Planeten mitbekommen habe, um zu leben. Wenn die Lebensform nun wuchs, so wuchs auch der Lebensstrom dank der gewonnenen Lebenserfahrung, sodass beim Tod des Lebewesens der Lebensstrom zum Kern des Planeten zurückkehrte und der Lebensstrom als Ganzes wuchs. Jene, die diesem Glauben anhingen, sagten, dass Shinras Taten dem Planeten das Leben absauge und somit die gesamte Welt und alle Lebewesen auf ihr langsam sterben würden.
Ein besonders gläubiger Anhänger der Untersuchung des Planetenlebens war der Meinung, die Zerstörung der Welt durch Shinra ließe sich nur durch Gewalt verhindern, und gründete die öko-terroristische Vereinigung Avalanche. Die Vereinigung startete einen langwierigen Guerillakrieg gegen Shinra, mit Schwerpunkt auf der Zerstörung von Mako-Reaktoren und Attentaten gegen den Konzernpräsidenten. Obwohl die ursprüngliche Avalanche-Organisation von Shinras Spionage- und Killertruppe, den Turks, vernichtet wurde, formte Barret Wallace, einer der Hauptcharaktere des Spiels, eine kleinere Einheit mit demselben Namen und den gleichen Zielen.

### Charaktere

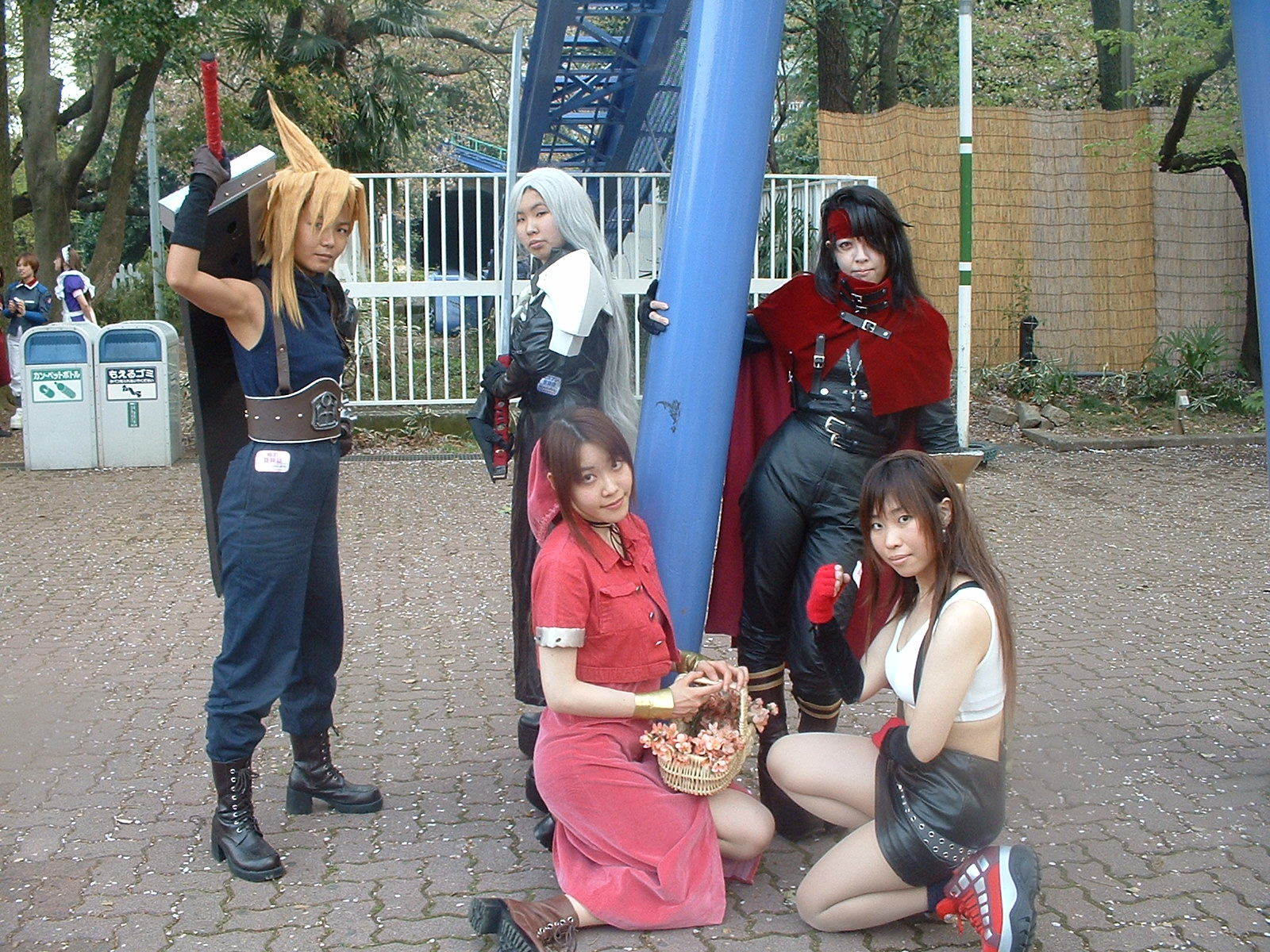
Cosplayer als Cloud, Sephiroth, Vincent (hinten), Aeris und Tifa (vorne)

Die spielbaren Charaktere in Final Fantasy VII sind:
- Cloud Strife, der zurückhaltende, schweigsame, aber arrogante Protagonist des Spiels, der sich als Söldner durchs Leben schlägt;

- Barret Wallace, der ungeduldige Anführer der zweiten Inkarnation von Avalanche; er hasst Shinra für die Auslöschung seiner Heimatstadt und den Tod von Freunden und Familie;

- Tifa Lockheart, eine Freundin Clouds aus dessen Kindheit; sie will sich an Shinra für die Zerstörung ihrer Heimatstadt rächen und betreibt eine Bar, den „7. Himmel“, die als Versteck von Avalanche dient;

- Aeris Gainsborough (in allen späteren Final-Fantasy-VII-Titeln und der Kingdom-Hearts-Serie nach der korrekten Übersetzung „Aerith“), eine Blumenverkäuferin, die seit ihrer Kindheit von Shinra verfolgt und überwacht wird;[20]

- Red XIII (tatsächlich „Nanaki“), ein sprechendes wolfs- oder löwenartiges Raubtier, an dem Shinra Experimente durchgeführt hat. Eins mit sich selbst und dem Planeten wird es ein treuer Begleiter;

- Yuffie Kisaragi, die junge und verbitterte Prinzessin der Wutai-Nation, die von Shinra besiegt wurde;

- Cid Highwind, ein Pilot, dessen größter Traum, eine Reise ins Weltall, zunichtegemacht wurde, als er den Start der Rakete abbrach, um seine Assistentin zu retten und dem Shinra daraufhin die Mittel für das Raumfahrtprogramm entzog;

- Cait Sith, eine wahrsagende Katze, welche auf einer magisch zum Leben erweckten Puppe, einem Mogry, reitet.[21]

- Vincent Valentine, ein ehemaliges Mitglied von Shinras Sondereinheit, den Turks, der infolge eines Experimentes unsterblich[22][23] wurde.

Alle Hauptcharaktere des Spiels hatten in ihrer Vergangenheit enge Beziehungen zu Shinra und stehen dem Konzern und seinen Aktivitäten kritisch bis feindlich gegenüber. Im ersten Teil des Spiels sind die Führungskräfte Shinras die Antagonisten, im zweiten Teil taucht dann ein geheimnisvoller Mann namens Sephiroth – einst das beste Mitglied von SOLDAT – auf, nachdem er mehrere Jahre zuvor in einem Kampf scheinbar gestorben war. Es zeigt sich bald, dass Sephiroth eine unmittelbare Gefahr für den Planeten darstellt, weswegen sowohl Avalanche als auch der Shinra-Konzern versuchen, auf ihre Weise den Planeten zu beschützen.
Charakterdesigner Tetsuya Nomura äußerte, dass Final Fantasy VII von grafischen Einschränkungen behindert wurde und seine Designs entgegen seinem eigentlichen Stil sehr einfach wirken. Allerdings fand er andere Wege, seine Ideen auszudrücken. Cloud hatte ursprünglich nach hinten gegeltes Haar ohne „Stacheln“, um als Gegensatz zu Sephiroth mit dessen langen silbernen Haaren aufzutreten. Um Clouds herausragende Position im Spiel zu verdeutlichen, gab Nomura Clouds Figur schließlich stacheliges blondes Haar, das zu Clouds Markenzeichen wurde. Bei Tifas Design stand Nomura vor der schwierigen Frage, ob er ihr einen Minirock oder eine Hose geben sollte. Nach Absprache mit den anderen Leuten des Entwicklungsteams entschied Nomura sich am Ende für einen dunklen Minirock, welcher von Aeris’ langem, pinkfarbenem Kleid kontrastiert wird.
Vincent Valentines Charakter war zuerst als Horrorforscher, dann als Detektiv und später als Chemiker angelegt, bis er schließlich zum ehemaligen Turk mit tragischer Vergangenheit wurde. Verlautbarungen des Designteams zufolge symbolisiert sein dunkelroter Umhang die Bürde des Todes. Nomura hat darauf hingewiesen, dass Cid Highwinds Kampfstil an den der „Dragoons“ erinnert, diese Charakterklasse wurde gewählt, da Cid denselben Nachnamen hat wie zwei vorherige Dragoons der Final-Fantasy-Serie, Richard Highwind aus Final Fantasy II und Kain Highwind aus Final Fantasy IV.
Wegen ihrer großen Berühmtheit hatten etliche Figuren des Spieles Gastauftritte in anderen Titeln von Square Enix, vor allem in dem Beat ’em up Ehrgeiz und der populären Final-Fantasy-Disney-Crossover-Serie Kingdom Hearts. Sephiroth gilt immer noch als einer der beliebtesten Bösewichte der Videospielgeschichte, die Mitarbeiter der Spielepublikation EGM (Electronic Gaming Monthly) wählten ihn einstimmig an die Spitze ihrer „Top 10 Video Game Bosses“ im Oktober 2005. Im Frühling desselben Jahres gewann die Figur den von Spielern bestimmten „Best Villain Contest“ von GameFAQs.

### Geschichte
Die Geschichte von Final Fantasy VII beginnt mit dem Beitritt Cloud Strifes zur Anti-Shinra-Organisation Avalanche, als diese einen Anschlag auf einen der acht Mako-Reaktoren Midgars verübt. Auf dem Rückweg zum Avalanche-Hauptquartier trifft Cloud die Blumenverkäuferin Aeris Gainsborough. Während ihrer nächsten Mission geraten die Mitglieder Avalanches in eine Falle von Präsident Shinra, sie können aber fliehen, bevor der von ihnen sabotierte Mako-Reaktor explodiert. Jedoch wird Cloud durch die Reaktorexplosion von den oberen Ebenen Midgars in die Slums darunter geschleudert. Er fällt durch das Dach einer Kirchenruine in Sektor 5 und landet unverletzt in einem Blumenbeet, wo sich Aeris ihm richtig vorstellt. Cloud erklärt sich bald bereit, die Aufgabe als ihr Bodyguard anzunehmen, eine Vereinbarung, die zustande kommt, als eine Turks-Einheit des Shinra-Konzerns in der Kirche erscheint, um Aeris gefangen zu nehmen.
Nachdem Cloud Aeris vor ihren unmittelbaren Entführern verteidigt hat, akzeptiert Cloud ihr Angebot, ihm den Weg nach Sektor 7 zu zeigen. Unterwegs offenbart Aeris, dass ihr erster Freund ein Soldat erster Klasse war, woraufhin Cloud entgegnet, er sei ebenfalls einer gewesen. Bald darauf sehen die beiden, wie Tifa sich nach Wall Market einschleust, ein für seine kriminellen Aktivitäten bekanntes Gebiet von Sektor 6. Nachdem sie sich in die Villa des Verbrecherbosses Don Corneo eingeschlichen haben, erfahren die drei, dass Shinra das Versteck von Avalanche entdeckt hat und nun plant, die obere Ebene von Sektor 7 auf die Slums darunter fallen zu lassen. Trotz Avalanches Bemühen zerstört Shinra erfolgreich Sektor 7. Dabei werden die gesamte Einwohnerschaft sowie drei Mitglieder von Avalanche getötet. Die Turks nehmen schließlich Aeris gefangen, wobei deutlich wird, dass sie die Letzte einer uralten Rasse, genannt Cetra, ist. Den Erklärungen zufolge lebten die Cetra im Einklang mit dem Planeten, daher glaubt Präsident Shinra, dass Aeris ihn zum sagenumwobenen und fruchtbaren Verheißenen Land führen kann, von dem Shinra erwartet, dass es reich an leicht verwertbarer Mako-Energie ist.
Die einzigen verbleibenden Mitglieder von Avalanche, Tifa, Barret und Cloud, dringen in das Shinra-Hauptquartier ein, um Aeris zu retten. Nach der Befreiung von Aeris und dem löwenartigen Versuchstier Red XIII, der sich der Gruppe anschließt, können sie fliehen, während ein Großteil des Personals im Gebäude – darunter auch Präsident Shinra – von einem unbekannten Eindringling abgeschlachtet werden. Als Cloud den Präsidenten Shinra von einem langen Schwert durchbohrt findet, glaubt er, dass der umjubelte Soldat Sephiroth noch am Leben ist. Diese Vermutung wird durch einen Angestellten bestätigt, der das Massaker überlebt hat und behauptet, gesehen zu haben, wie Sephiroth den Präsidenten umgebracht und versprochen hat, Shinra niemals das verheißene Land zu überlassen. Die Gruppe erfährt außerdem, dass im Verlauf von Sephiroths Angriff auf Shinra der Torso einer Jenova genannten Kreatur aus der Forschungsanstalt des Gebäudes verschwand.
Während Präsident Shinras Sohn Rufus die Leitung des Shinra-Konzerns übernimmt, verfolgt Avalanche Sephiroth quer über den ganzen Planeten, denn es scheint, dass seine Pläne für das verheißene Land gefährlicher sein könnten als die Shinras. Im Laufe der Verfolgung schließen sich etliche neue Mitglieder der Gruppe an. Yuffie Kisaragi, Cait Sith, Vincent Valentine und Cid Highwind. Während die Reise voranschreitet, muss jedes Mitglied der Gruppe mit den Problemen der eigenen Vergangenheit ins Reine kommen, und schließlich kommt Sephiroths Vorhaben vollständig ans Licht: Wenn der Planet schwer verletzt wird, konzentriert sich der Lebensstrom auf diesen Punkt, um die Wunde zu heilen. Sephiroth erklärt, dass er mit dem mächtigen Zauberspruch Meteor den Planeten schwer verwunden will, wodurch er die Heilung hervorrufen würde, die durch den Lebensstrom ermöglicht wird, um Planeten zu retten. Sephiroth würde im Zentrum der Wunde verweilen und alles Leben und Wissen des Lebensstroms absorbieren, um göttliche Macht über den Planeten zu erlangen. In einem uralten Tempel der Cetra versucht Avalanche den Plan von Sephiroth zu durchkreuzen, indem sie die Schwarze Substanz, die Meteor aktivieren kann, an sich nehmen. Allerdings scheint Sephiroth eine seltsame Macht über Cloud zu haben und zwingt ihn zur Herausgabe der Substanz.

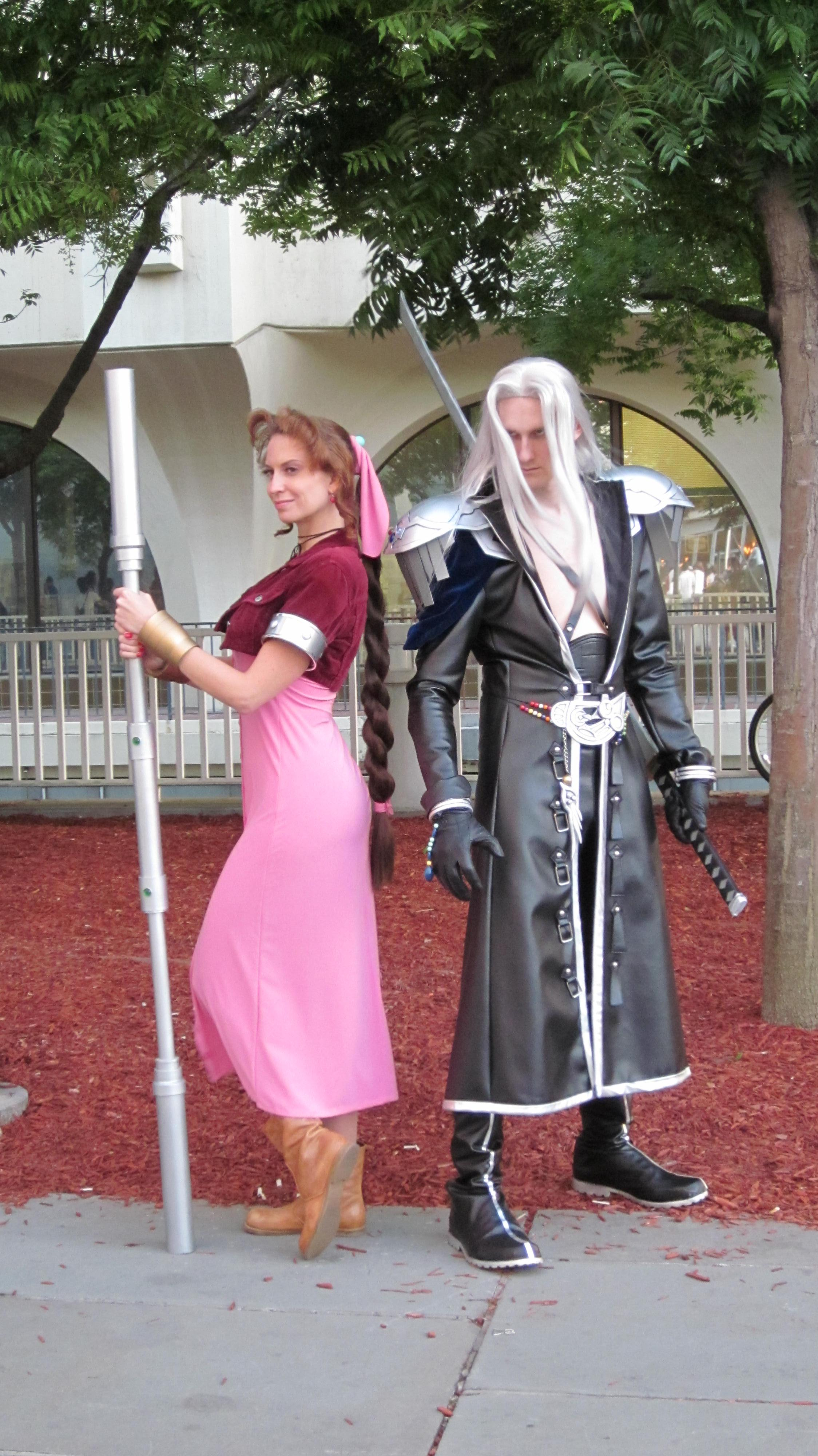
Cosplayer als Aeris und Sephiroth

Da Aeris befürchtet, dass Sephiroth bald den Zauber Meteor wirkt, und sie selbst von den Gelehrten im Cosmo Canyon und den Erinnerungen ihrer Vorfahren im Cetra-Tempel mehr über ihr eigenes Erbe erfahren hat, macht sie sich auf, ihn auf eigene Faust aufzuhalten. Aus Sorge um Aeris folgt Avalanche ihr bis in eine auf dem nördlichen Kontinent gelegene uralte Cetra-Stadt. Nachdem die Gruppe dort Aeris bei einem Gebet um Hilfe für den Planeten findet, beeinflusst Sephiroth erneut Cloud und versucht so, Aeris umzubringen. Da Cloud sich erfolgreich gegen diesen Auftrag von Sephiroth wehrt, erscheint Sephiroth persönlich und tötet Aeris. Der Rest der Gruppe entscheidet sich nach Aeris’ Bestattung, ihren Tod zu rächen und Sephiroth zu besiegen.
Kurz darauf sät Sephiroth Zweifel in Cloud, indem er ihm falsche Erinnerungen vorgaukelt, nach denen er eigentlich kein echter Mensch ist, sondern von Professor Hojo im Auftrag des Shinra-Konzerns aus den Genen von Jenova geschaffen wurde. Jenova ist eine außerirdische Lebensform, die vor etwa 2000 Jahren auf einem Meteor nach Gaia kam. Die Kollision formte einen gewaltigen Krater und verletzte den Planeten schwer. Bald verließ Jenova den Krater und versuchte alle Lebewesen auf dem Planeten mit einem Virus zu infizieren, der zu Wahnsinn und monströsen Mutationen führte. Zu den Opfern gehörten die meisten Cetra, denen Jenova in der Gestalt der anderen Cetra erschien, indem sie in die Erinnerungen des alten Volkes eingedrungen war und mit den daraus gewonnenen Informationen ihre Gestalt, Sprache und Stimme dementsprechend veränderte, wie Sephiroth im Nordkrater und Aeris’ Mutter Iphalna auf einem Video erklären. Der Planet erschuf gigantische Monster, genannt Weapons, um sich selbst zu verteidigen. Den letzten überlebenden Cetra gelang es, Jenova zu besiegen und den Riss, der durch den Meteor entstanden war, zu versiegeln. Alle Weapons verfielen in einen Tiefschlaf, bis wieder eine Gefahr den Planeten bedrohen würde. Schließlich fand ein Wissenschaftler von Shinra, Professor Gast, die mumifizierten Überreste von Jenova. Da die Kreatur aufgrund ihrer veränderten Cetra-ähnlichen Gestalt fälschlicherweise für eine Cetra gehalten wurde, erlaubt man Gast ein Experiment zu starten, bei dem künstlich ein Cetra erzeugt werden sollte. Bei diesem Experiment wurden die Zellen Jenovas der Shinra-Biogenetikerin Doktor Lucrecia Crescent eingepflanzt, worauf sich Sephiroth durch jene in ihrem Körper auf Basis von drei Zellspendern, Lucrecia, die leibliche Mutter, die ihn austrug, Jenova und den leiblichen Vater, Shinra-Biogenetiker Hojo, entwickeln konnte.
Fünf Jahre bevor die Ereignisse im Spiel begannen, erfuhr Sephiroth, dass er das Ergebnis dieses Experimentes war. Allerdings kannte er nicht alle Einzelheiten aufgrund unvollständiger und fehlerhafter Aufzeichnungen und glaubte daher, ein vollständig aus Jenova-Zellen geschaffener Cetra zu sein. Hasserfüllt brannte er Nibelheim, die Heimatstadt von Cloud und Tifa, nieder, in der Absicht, die Nachkommen all jener zu töten, die damals seine Vorfahren bei der Verteidigung des Planeten im Stich gelassen hatten. Cloud zufolge stellte er sich Sephiroth während des Massakers entgegen, woraufhin Sephiroth unter ungeklärten Umständen verschwand und für tot gehalten wurde. Sephiroth erzählt Cloud nun, dass er niemals in Nibelheim gewesen sei: Auf einem Bild, das Sephiroth Cloud zeigt, ist ein dunkelhaariger Soldat erster Klasse zu sehen, der Clouds Erinnerungen zufolge er selbst ist. Tifa kann diese Behauptungen nicht entkräften, woraufhin Cloud einen Zusammenbruch erleidet. Bei der Ankunft von Shinra im Nordkrater erklärt Hojo, dass es alles Sephiroths Verdienst war, der sowohl den kopflosen Körper Jenovas in einer seinen gleichenden Gestalt genutzt, als auch die Wiedervereinigung (auch als Reunion bekannt) eingeleitet hat, der Cloud als Träger von Jenovazellen unter anderem auch folgte. Schließlich wird es Sephiroth dann durch Clouds mentale Verwundbarkeit und die Zweifel an seiner eigenen Person ermöglicht, Meteor herbeizurufen und die Weapons erwachen. Im folgenden Erdbeben wird Cloud von seinen Gefährten getrennt und fällt in den Lebensstrom.
Während der beschworene Meteor sich langsam dem Planeten nähert, versucht der Shinra-Konzern die Menschheit vor den Weapons zu beschützen. Zur selben Zeit sucht Avalanche nach Cloud und findet ihn schließlich in einem tropischen Kurort, wo er nach dem Sprechen von Meteor angespült wurde. Cloud befindet sich allerdings in einem Zustand der Katatonie. Bald darauf bricht die Insel durch die zerstörerische Kraft eines Weapon auf, wodurch Cloud und Tifa in den Lebensstrom fallen. Dort kann sie Clouds Erinnerungen rekonstruieren und deckt auf, was von Sephiroth erlogen und nicht erlogen war: Cloud ist zwar ein echter Mensch und war tatsächlich während Sephiroth’ Attacke in Nibelheim, er schaffte es allerdings niemals, Soldat beizutreten, sondern gehörte lediglich dem einfachen Fußvolk der Shinra-Armee an. Der dunkelhaarige Soldat auf dem Bild ist Zack, die erste große Liebe von Aeris. Während der Zerstörung von Nibelheim durch Sephiroth kämpften Zack, Tifa und Cloud im Mako-Reaktor von Nibelheim gegen Sephiroth. Tifa und Zack wurden besiegt, Cloud und Sephiroth verwundeten sich gegenseitig schwer. Nachdem Sephiroth den im Reaktor gelagerten Körper Jenovas geköpft hatte, fiel er in den Lebensstrom und nahm den Kopf der Kreatur mit sich. Allerdings war sein Wille stark genug, um dem Lebensstrom zu trotzen und wurde durch das Aufnehmen einer großen Anhäufung an Lebensenergie und Wissen, zu dem die Wahrheit über Jenova, sowie dass er nicht vom alten Volk ist (wie er im Tempel des alten Volkes selbst nach Aeris’ Erklärung zu erkennen gibt) und auch unter anderem durch das Wissen des alten Volkes zu dem auch der Aufenthaltsort der Schwarzen Substanz gehört, noch mächtiger. Daraufhin machte er weiteren Nutzen von den Fähigkeiten seiner außerirdischen Herkunft und regenerierte sich in einem Kristall im Nordkrater.
Während Tifa nach Midgar in Sicherheit gebracht wurde, wo sie sich später Avalanche anschloss, wurden Cloud und Zack zusammen mit den anderen Überlebenden während der Vertuschung von Sephiroths Massaker von Shinra gefangen genommen. Professor Hojo experimentierte an ihnen und unterzog sie derselben Prozedur wie die Mitglieder von Soldat. Da Hojo bei den Experimenten keine Rücksicht auf die geistigen Fähigkeiten seiner Versuchssubjekte nahm, fielen alle bis auf Zack ins Koma. Fünf Jahre nach diesen Ereignissen kann Zack mit Cloud fliehen. Die Mitglieder von Soldat wurden Mako-Duschen und Injektionen mit Jenova-Zellen unterzogen. Die außerirdischen Zellen in Clouds Körper erlaubten seinem Geist eine falsche, Zack nachempfundene Identität aufzubauen, gleichzeitig ermöglichten sie es auch Sephiroth, Cloud zu beeinflussen. Die Verdoppelungsfähigkeiten der Zellen führten dazu, dass Cloud glaubte, er sei ein Soldat erster Klasse gewesen, da kurz vor Beginn des Spiels Zack in der Nähe Midgars von ihren Shinra-Verfolgern erschossen wurde. Daraufhin entdeckte Tifa Cloud, der eine von Zacks Ersatzuniformen trug, und bot ihm einen Job bei Avalanche an.
Nachdem die Wahrheit nun bekannt ist, erwacht Cloud wieder und schließt sich Avalanche erneut an. Kurz darauf erfährt der Spieler, dass Aeris, bevor sie starb, den Zauberspruch Heilig sprach, die einzige Möglichkeit, Meteor aufzuhalten. Obwohl sie erfolgreich war, blockiert Sephiroths fokussierter Wille den Spruch, sodass er nicht aktiv werden kann. Avalanche und Shinra entscheiden, dass die Menschheit vor den Weapons beschützt werden muss, bevor man gegen Sephiroth vorgehen kann, und zerstören ein Weapon, wobei fast der gesamte Führungsstab umkommt. Zu den Überlebenden gehört der reumütige Reeve Tuesti, der Cait Sith steuert, und Professor Hojo, der sich der Gruppe offiziell als Vater von Sephiroth vorstellt. Er erklärt ihnen, dass er und seine Frau die Assistenten von Professor Gast waren, die ihr ungeborenes Kind in das Experiment involvierten. Als Hojo versucht, Sephiroth bei dessen Versuch, die Kontrolle über den Lebensstrom zu erlangen, zu helfen, bleibt Avalanche keine andere Wahl als ihn im Kampf zu töten.
Nun, da alle Mitglieder von Avalanche Frieden mit ihrer Vergangenheit geschlossen haben und all ihre Gegner besiegt sind, reist die Gruppe durch den Erdmantel bis zum Kern des Planeten. Dort gelingt es ihnen, Sephiroth zu besiegen und Heilig freizusetzen. Meteor ist mittlerweile allerdings zu nah am Planeten und Heilig kann ihn nicht alleine vernichten. Das Ziel von Meteor, Midgar, ist durch die entstandenen Wirbelstürme fast vollkommen zerstört. Schließlich erhebt sich der von Aeris gerufene Lebensstrom und drückt Meteor weiter vom Planeten weg, wodurch Heilig Meteor ein Ende setzen kann. Während des folgenden Epilogs sieht man die von Pflanzen überwucherten Ruinen des einst trostlosen Midgars.

## Spielprinzip und Technik
Wie vorangegangene Teile der Final-Fantasy-Reihe besteht Final Fantasy VII aus drei grundlegenden Ebenen: der Weltkarte, Städte und Dungeon sowie dem Kampfbildschirm. Die Weltkarte ist eine verkleinerte dreidimensionale Ansicht der Spielwelt, die dem Spieler zur Fortbewegung zwischen den einzelnen Orten und Schauplätzen des Spieles dient. Wie in vorherigen Teilen der Serie kann die Weltkarte mit der Spielfigur zu Fuß, auf Chocobos (Emu-ähnlichen Reitvögeln), in einem Luftschiff sowie mit einigen weiteren Methoden bereist werden. In Städten und Dungeons bewegt der Spieler die Charaktere durch realistisch skalierte Umgebungen, die aus vorgerenderten 2D-Hintergründen bestehen. Der Kampfbildschirm ist eine 3D-Ansicht des jeweiligen Gebietes, in dem der Spieler den Charakteren über eine Menüauswahl Befehle, wie physische Angriffe oder den Einsatz von Magie, erteilt, die diese im Kampf gegen computergesteuerte Gegner ausführen.
Zu Beginn ist der Spieler auf Bewegungen in einer Stadt beschränkt, aber im Verlauf des Spieles werden weitere Gebiete zugänglich und die geskripteten Abenteuersequenzen erlauben einen größeren Handlungsradius. Die Geschichte des Spieles wird hauptsächlich durch nicht überspringbare Skriptsequenzen vorangetrieben, die häufig durch Aktionen des Spielers fortgesetzt werden. An anderen Stellen wird die Geschichte durch vorgerenderte, filmartige Zwischensequenzen weiterentwickelt.

### Kampfsystem
Wie die drei vorangegangenen Final-Fantasy-Spiele verwendet Final Fantasy VII ein Active Time Battle (ATB) genanntes Kampfsystem. Hierbei verfügen die Gruppenmitglieder über eine Leiste, die sich kontinuierlich auffüllt. Sobald diese Leiste voll ist, kann eine Aktion ausgewählt und ausgeführt werden. Anders als frühere Spiele der Serie, die vier bis fünf steuerbare Charaktere im Kampf erlaubten, kann die Gruppe in Final Fantasy VII aus höchstens drei Spielfiguren bestehen.
Das Fertigkeitensystem baut auf der Verwendung von sogenannten Substanzen (in der Computerversion Materia) auf, das sind Zauberkugeln, die in spezielle Einschübe (sogenannte Slots) der Waffen und Rüstungen eingesetzt werden können und den Charakteren Zugang zu Zaubersprüchen und Spezialfertigkeiten erlauben. Neben ihren individuellen Eigenschaften können Substanzen miteinander kombiniert werden, um ihre Effekte zu erweitern oder neue Fertigkeiten zu erhalten.
In Form der sogenannten Wechsel-Limits kommt eine modifizierte Art der Spezialattacken aus dem Vorgänger Final Fantasy VI zum Einsatz. Jeder spielbare Charakter verfügt über eine Leiste, die sich langsam füllt, wenn der Charakter im Kampf Schaden erleidet. Sobald die Leiste voll ist, kann der Charakter sein Wechsel-Limit einsetzen und damit eine Spezialattacke ausführen, die deutlich mehr Schaden beim Gegner verursacht als normale Angriffe, oder die Gruppe anderweitig im Kampf unterstützen. Charakterdesigner und Kampfdirektor Tetsuya Nomura implementierte diese fortgeschrittenere Art der Spezialattacken als Antwort auf die geringe Häufigkeit ihres Auftretens in Final Fantasy VI, wo sie zufällig als Ersatz für das Angriffskommando verfügbar wurden, wenn ein Charakter nur noch über wenige Lebenspunkte verfügte.
Nomura entschied, kunstvoll animierte, beschwörbare Kreaturen in das Spiel zu integrieren, deren Animation teilweise über eine Minute dauert. Diese Idee wurde von den Final-Fantasy-Spielern positiv aufgenommen, sodass dies in den nachfolgenden Teilen übernommen wurde. Allerdings werden diese Animationen von Spielekritikern und Käufern auch als „nervtötend“ bezeichnet.

## Entwicklung
Die Entwicklung von Final Fantasy VII begann 1995. Dem Entwicklerteam, das über einhundert Künstler und Programmierer umfasste, stand ein Budget von ungefähr 45 Millionen Dollar zur Verfügung. Bei der Entwicklung des Spieles kam Software wie PowerAnimator und Softimage XSI zum Einsatz. Yoshinori Kitase, Regisseur von Final Fantasy VI, führte auch bei diesem Teil der Serie Regie und äußerte Bedenken, dass das Franchise in Rückstand geraten könnte, falls es nicht wie andere Spiele seiner Zeit 3D-Computergrafiken verwendete. Die Produktion begann nach der Entwicklung einer kurzen, experimentellen Technikdemo für Silicon Graphics Onyx Workstations. Die Demo mit dem Namen Final Fantasy SGI zeigte polygonbasierte 3D-Renderings von Final-Fantasy-VI-Charakteren in einem Echtzeitkampf und den Einsatz interaktiver Elemente. Infolge dieses Experiments entschloss sich das Team, diese Elemente bei Final Fantasy VII einzusetzen. Auf Grund des großen Speicherbedarfs für die Bewegungsdaten, die 3D-Modelle und die Computereffekte entschieden die Entwickler, dass lediglich das CD-ROM-Format den Ansprüchen des Projekts genügen würde. Square hatte die vorherigen Spiele der Serie für Nintendo-Konsolen entwickelt, Nintendo jedoch setzte (auch bei ihrer zukünftigen Konsole, dem Nintendo 64) auf Steckmodule, die wesentlich weniger Speicherplatz boten. Daraufhin trennte sich Square nach ihrer langen und häufig schwierigen Beziehung zu Nintendo von diesem Publisher und kündigte am 12. Januar 1996 an, dass sie Final Fantasy VII für Sonys PlayStation entwickeln würde.
Der Übergang von 2D-Computergrafiken zu 3D-Umgebungen vor vorgerenderten Hintergründen führte dazu, dass eine realistischere Präsentation im Vordergrund stand, was eine Herausforderung für das Entwicklerteam darstellte. Laut Kitase stellte Produzent Hironobu Sakaguchi zusammen mit der Entscheidung, CDs zu verwenden, die Grundregel auf, dass sie ihr Ziel verfehlt hätte, wenn der Spieler die Ladezeiten mitbekam, und verlangte, dass der Spieler die gesamte Zeit in der Atmosphäre des Spieles eingetaucht bleiben solle. Deshalb wurden verschiedene Animationen programmiert, die aktiviert wurden, wenn das Spiel Daten lud. Obwohl die zusätzliche Speicherkapazität es dem Team erlaubte über 40 Minuten an Full-Motion-Video-Filmen (FMV) zu integrieren – zur damaligen Zeit ein Novum in diesem Genre – standen die Entwickler gleichzeitig vor dem Problem, die Grafiken im Spiel gegenüber den FMV-Sequenzen nicht zu minderwertig erscheinen zu lassen. Kitase beschrieb den Prozess, die Umgebungen im Spiel so detailliert wie möglich zu gestalten, als „eine gewaltige Aufgabe“. Unter anderem war es nicht möglich, 3D-Polygon-Modelle anhand der Zeichnungen von Yoshitaka Amano, langjähriger Designer der Serie, zu erstellen. Man hielt seinen Stil für zu exquisit für die visuellen Möglichkeiten des Projektes, daher verpflichtet man Tetsuya Nomura als Hauptdesigner des Projekts, während Amano bei der Entwicklung der Weltkarte des Spiels half. Nomura war bereits als Designer für die Monster in Final Fantasy V tätig. Da sein Stil eher an das Design von Mangas erinnert, ging man davon aus, seine Designs leichter umsetzen zu können. Ein weiteres Problem war der Zeitdruck, unter dem die Entwickler standen. Der Stammkomponist der Serie, Nobuo Uematsu, kommentierte in den Notizen zum Soundtrack des Spiels, dass „die Spiele der Serie eine Gemeinsamkeit haben, keines von ihnen ist fertig“. Obwohl die Veröffentlichung des Spiels in Japan vom Dezember 1996 auf den Januar 1997 verschoben worden war, mussten für die nordamerikanische Veröffentlichung die Geschichte und das Spielprinzip ausgebaut werden, daher wurde das Spiel als Final Fantasy VII International in Japan erneut veröffentlicht.
Grafikdesigner Yusuke Naora bezeichnete die Atmosphäre des Spiels als „ausdrucksstark und dunkel“. Dies werde erreicht durch die Beleuchtungseffekte, die er für die „Dunkelsten der Dunkelsten“ hielt, und die Geschichte als eine, die dem Realismus große Bedeutung zukommen ließ, dabei dennoch auf verschiedene Mythen, Legenden und religiöse sowie philosophische Konzepte als „Rahmen für höhere ethische Bestrebungen und ökologischen Evangelismus“ zurückgriff. Diese Konzepte zeigten sich in der Wahl der Namen, zum Beispiel „Sephiroth“, Clouds persönlichen Problemen, Aeris’ endgültigem Tod und dem Lebensstrom als Handlungselement. Tetsuya Nomura erklärte, dass in frühen Entwicklungsstufen nur Cloud, Barret und Aeris vorkommen sollten, von diesen dreien sollte ein Charakter sterben. Auf Grund Clouds Position als Hauptcharakter hielt er es nicht für möglich, ihn sterben zu lassen. Der Tod des dunkelhäutigen Barret hätte einem vorherrschenden Klischee in der Serie selbst als auch im Bereich der Fiktion im Allgemeinen gefolgt. Er brachte seinen Frust mit der häufigen Darstellung des Todes im Bereich der Fiktion als eine Ehrfurcht gebietende, oft romantische Idee von Aufopferung und Wiederauferstehung zum Ausdruck. Deshalb schlug er vor, Aeris unwiderruflich sterben zu lassen – eine Wendung, die das Publikum seiner Meinung nach nicht erwarten würde und die daher die plötzliche, grausame und unveränderliche Natur des Todes verdeutlichen würde. Andererseits benutzte Sakaguchi Ideen aus Kulturen, die an eine unsichtbare, unauslöschbare und alles durchdringende Energie glauben, als Grundlage für seine Philosophie des Lebensstroms, einem Konzept dessen Darstellung im Spiel Kitase übernahm.
Mitglieder des Entwicklungsteams offenbarten, dass einige Aspekte der Geschichte mit Absicht der individuellen Interpretation des Spielers überlassen wurden. Szenarioschreiber Kazushige Nojima erklärte, dass er es an einigen Stellen dem Spieler vorbehalten wollte, sich Gedanken darüber zu machen, was Cloud in bestimmten Situationen denkt. Obwohl mit der Veröffentlichung des Films Final Fantasy VII: Advent Children im Jahr 2005 die Schicksale der Charaktere geklärt wurden, lag das endgültige Schicksal der Menschheit im Dunkeln. Als Advent Children veröffentlicht wurde, deutete Kitase an, dass der Epilog des Spiels die Ausrottung der Menschheit darstellen könnte. Allerdings erklärte Nomura in der Zwischenzeit, dass die letzten Szenen des Spiels ein Symbol für das mittlerweile harmonische Zusammenleben von Mensch und Natur seien.
Der Veröffentlichung des Spiels in Nordamerika ging eine dreimonatige, 100 Millionen Dollar teure Marketingkampagne von Sony voraus. Die Kampagne umfasste drei 30-sekündige Werbespots bei großen TV-Networks, die später auch in Europa zum Einsatz kamen. Weitere Teile der Marketingstrategie waren eine Feiertagsaktion mit Pepsi, Anzeigen in Magazinen wie Rolling Stone und Playboy, sowie Comics von Marvel und DC Comics. Im Jahr 1998 wurde eine portierte Fassung von Final Fantasy VII für Windows-PC herausgebracht. Diese Wiederveröffentlichung hatte bessere Grafiken, krankte allerdings an verschiedenen technischen Problemen.

## Musik

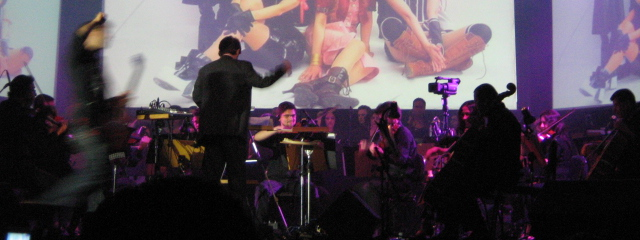
Der Soundtrack-Titel „One Winged Angel“ wird bei dem Konzert Video Games Live im Jahr 2009 präsentiert

Der Soundtrack zu Final Fantasy VII wurde von Nobuo Uematsu komponiert. An Stelle von aufgezeichneter Musik und Sound-Effekten für das Spiel entschied sich Uematsu MIDIs einzusetzen, die vom PlayStation-eigenen Soundchip abgespielt wurden. Seine Entscheidung begründete er damit, dass der Hauptprozessor die Audiodaten dadurch schneller verarbeiten konnte, wodurch er mehr Rechenleistung für die 3D-Engine des Spiels aufbringen konnte und zusätzlich die Ladezeiten geringer gehalten wurden. Ursprünglich sollte ein Lied mit Gesang im Spiel vorkommen, auf Grund der Einschränkungen von musikalischen Aufnahmen wurde dies aber erst beim Nachfolger Final Fantasy VIII realisiert. Allerdings zogen sowohl Final Fantasy VIII als auch Final Fantasy IX ihren Vorteil aus den aufgezeigten Möglichkeiten des Soundchips der PlayStation.
Der Soundtrack zum Spiel wurde als Vier-CD-Set veröffentlicht, wobei man auch ein Album, genannt Final Fantasy VII: Reunion Tracks mit ausgewählten und bearbeiteten Tracks auf einer CD veröffentlichte. Einige Musiktitel des Spiels wurden in arrangierten Fassungen nicht nur in weiteren Square-Produktionen, darunter Kingdom Hearts und Advent Children, zum Einsatz gebracht, sondern auch in einer Piano-Kollektion und dem ersten Album der Black Mages veröffentlicht. Die beiden Titel Aeris’ Theme und One-Winged Angel wurden mehrfach auf verschiedenen Konzerten aufgeführt, so in den Final-Fantasy-spezifischen Konzerten im Mai 2002 durch die Tokioter Philharmonie in Japan, 2004 als Teil der Tour de Japon und während der „Dear Friends: Music From Final Fantasy“-Konzerttournee von 2004 bis 2005 in den USA, aber auch in allgemeinen Konzerten mit Musik aus Computerspielen, zum Beispiel zum Ersten symphonischen Spielemusikkonzert 2003 und zum Vierten symphonischen Spielemusikonzert 2006 in Leipzig, sowie den weltweiten „Play! A Video Game Symphony“-Konzerten. Allerdings wurden auch andere Musiktitel des Spiels bei diesen oder ähnlichen Konzerten aufgeführt. Im September 2009 fand in Köln das Konzert Symphonic Fantasies statt, bei dem das WDR-Orchester gemeinsam mit dem WDR-Chor mehrere Titel aus Final Fantasy VII spielte. Eine 40-minütige Sinfonie in drei Sätzen, bestehend aus Musik aus Final Fantasy VII, wurde 2013 als Teil der Final Symphony-Konzertreihe uraufgeführt und ein Jahr später vom London Symphony Orchestra in den Abbey Road Studios aufgenommen. Nobuo Uematsu war als Berater der Produktion vor Ort. Das Album erreichte die Top 5 der Billboard Charts und der Official UK Charts.

## Rezeption
Final Fantasy VII wurde nicht nur von den Kritikern hoch gelobt, sondern war auch ein kommerzieller Erfolg. Innerhalb der ersten drei Tage nach der Veröffentlichung im Januar 1997 wurden in Japan 2,3 Millionen Einheiten des Spiels verkauft. In Nordamerika konnten am ersten Wochenende 330.000 Einheiten abgesetzt werden und innerhalb der ersten drei Wochen insgesamt 500.000 Stück. Das Interesse am Spiel blieb auch in den folgenden Monaten ungebrochen und Sony meldete, dass bis Anfang Dezember eine Million Kopien des Spiels verkauft worden seien. Ein Wirtschaftsanalytiker sagte dazu, dass „Sony die Kategorie der Rollenspiele neu definiert und das konventionelle Publikum mit dem Verkauf von Final Fantasy VII erweitert hätte“. Bis zum Mai 2006 wurden weltweit 9,8 Millionen Kopien verkauft, wodurch sich Final Fantasy VII besser verkauft hat als jeder andere Titel der Serie.
Obwohl die Spielergemeinde ihren Unmut äußerte, als Square ankündigte, Final Fantasy VII nicht für Nintendo, sondern für Sony zu produzieren und nicht auf die Final-Fantasy-SGI-Demo zurückzugreifen, hat das Spiel auch heute noch eine große Anhängerschaft. Die Leser des japanischen Famitsu-Magazines wählten es im März 2006 auf Platz zwei der „Zehn beliebtesten Spiele aller Zeiten“, während die Besucher der Webseite GameFAQs es 2004 und 2005 zum „Best Game Ever“ erklärten.

### Kritiken
Das Spiel erhielt hervorragende Kritiken von bekannten Spielepublikationen. GameFan nannte es „das möglicherweise beste Spiel, das jemals produziert wurde“, wohingegen GameSpot kommentierte, dass „niemals zuvor Technologie, Spielbarkeit und Erzählung so im Einklang standen wie bei Final Fantasy VII“, und besonders die Grafik, Audio und Geschichte des Spiels lobte. Die britische Zeitung Edge gab dem Spiel eine 9/10 und Electronic Gaming Monthly vergab 9,5/10, mit der Begründung, „kein anderes RPG“ lasse „einen so ein cineastisches Erlebnis verspüren wie Final Fantasy VII“. Zum Zeitpunkt der Veröffentlichung bestand die Multimediawebseite IGN darauf, dass „FF7s Grafiken Lichtjahre vor allem sind, was man auf der PlayStation gesehen hatte“, hielt die Geschichte für „tief und episch“ und betrachtete das Kampfsystem als stärksten Punkt des Spiels. Ein Reviewer von RPGamer lobte den Soundtrack des Spiels für „die Vielseitigkeit und den reinen Umfang“, deutete an, dass „Uematsu seine Arbeit außergewöhnlich gut getan hat“ und „es möglicherweise sein bestes Werk ist“.
Allerdings erhielt Final Fantasy VII auch negative Kritiken. GameSpy platzierte es im September 2005 auf Platz 7 ihrer „25 Most Overrated Games“ (25 der am meisten überbewerteten Spiele), mit der Begründung, dass „die meisten FF-Liebhaber VII zwar für ein gutes Spiel halten, aber nicht für das beste der Serie“. Obwohl das Offizielle U.S. PlayStation Magazin dem Spiel 5/5 gaben, hinterfragten sie, genau wie GameSpot, dennoch den sehr linearen Spielverlauf. Das Magazin hielt die Übersetzung des Spiels für etwas schwammig, sodass es zu „unnötigen Verwirrungen kommt, welche die gute Geschichte trüben“. Diese Einschätzung wurde von Mitgliedern der RPGamer geteilt, die mit Augenmerk auf die Rechtschreibfehler und auf andere Probleme, welche die undurchsichtige Geschichte noch weiter verwirrten, darauf hinwiesen, dass das Spiel weit entfernt von Perfektion sei. Auch GamePro erachtete die japanisch-englische Übersetzung als große Schwäche des Spiels. Die Übersetzungsschwächen gepaart mit technischen Problemen wurden auch bei den beiden deutschen Versionen bemängelt. Für IGN war die Beschränkung auf drei Charaktere die „einzige Unzulänglichkeit des Spiels“. Die Rezensionsdatenbank Metacritic aggregiert 20 Rezensionen der PlayStation-Version zu einem Gesamtwert von 92 %.
Einige Elternvereinigungen übten ebenfalls Kritik an dem Spiel wegen der Gewaltdarstellung, vor allem nach dem Amoklauf an der Columbine High School 1999. Infolge der Ereignisse reichten einige Eltern der getöteten Kinder eine Fünf-Millionen-Dollar-Klage gegen Firmen ein, die Computerspiele entwickelt und veröffentlicht hatten. Unter den Mitangeklagten war der Publisher der PC-Version des Spiels, Eidos Interactive. Final Fantasy VII wurde von den Klägern als mitursächlich für das Schulmassaker angesehen.

### Vermächtnis
Final Fantasy VII wird als einer der einflussreichsten Titel in der Geschichte der Videospiele angesehen. Man schreibt dem Spiel zu, dass es Konsolenrollenspielen ermöglicht habe, eine Marktnische außerhalb Japans zu finden. Es sei außerdem der beliebteste Titel der Final-Fantasy-Serie. Im Januar 2005 wählt die Electronic Gaming Monthly Final Fantasy VII auf den sechsten Platz ihrer Liste der zehn wichtigsten Spiele, die seit 1989 die Videospielindustrie neu definiert haben. Mit den „wundervollen Zwischensequenzen und der tiefgründigen, introspektiven Erzählung“ sei „Squares Spiel das erste RPG, das filmisches Geschichtenerzählen überflügelt anstatt es nur zu kopieren“. Weiter stellt das Magazin fest, dass ohne dieses Spiel „Aeris nicht gestorben wäre und die Spielergemeinschaft nie gelernt hätte zu weinen“. Die Popularität des Spiels und sein offenes Ende führten dazu, dass der Autor eine Verbindung zwischen Final Fantasy VII und dem ebenfalls sehr populären Teil Final Fantasy X herstellte.
Das Vermächtnis des Spiels beinhaltet auch die Akzeptanz und standardmäßige Verwendung von FMV-Sequenzen in Rollenspielen, sowie einen deutlichen Fortschritt im Bereich der Computergrafiken. Diese Entwicklungen erlaubten es Hironobu Sakaguchi, Erfinder der Serie, den ersten Final-Fantasy-Film Final Fantasy: Die Mächte in dir (2001) zu produzieren. Zudem war Final Fantasy VII: International die erste Neuveröffentlichung in Japan mit zusätzlichen Inhalten. Weitere Titel der Serie, die diese Behandlung erfuhren, waren unter anderem Final Fantasy X, Final Fantasy X-2, Kingdom Hearts und Final Fantasy XII.

## Compilation of Final Fantasy VII
Compilation of Final Fantasy VII ist der offizielle Titel einer Reihe von Spielen und Animationsfilmen auf Basis der Welt und Kontinuität von Final Fantasy VII. Unter der Führung von Tetsuya Nomura und Yoshinori Kitase entstanden verschiedene Titel für diverse Plattformen, die alle entweder Fortsetzungen, Remakes oder Prequels zu Final Fantasy VII sind.
Square bezeichnete dieses Projekt als „die ersten Schritte des Unternehmens in Richtung ’polymorphe Inhalte’“, eine Marketingstrategie, die darauf ausgelegt ist, „wohl-bekannte Anlagen auf etlichen Plattformen anzubieten und so die Produkte einem größtmöglichen Publikum zugänglich zu machen“. Der Produzent der Compilation, Yoshinori Kitase, erzählte, dass er sofort Final Fantasy VII gewählt hatte, als man ihm die Möglichkeit gab einen der Final-Fantasy-Titel für das Experiment des Unternehmens zu polymorphen Inhalten auszusuchen. Er gab als Grund das offene Ende und sich daraus ergebenden Möglichkeiten für die Charaktere im Gegensatz zu den anderen Spielen an. Nomura hat offenbart, dass er ursprünglich nur von der Entwicklung von Final Fantasy VII: Advent Children und Before Crisis: Final Fantasy VII ausging, Kitase hingegen sich eine Produktion größeren Umfangs vorstellte, was zur Entwicklung der anderen Titel führte. Yōichi Wada, Präsident von Square Enix verkündete, dass die Compilation bis zum zwanzigsten Jahrestag der Veröffentlichung von Final Fantasy VII ein aktives Franchise bleiben wird.
Der erste Titel der Compilation, Advent Children, wurde im September 2003 bei der Tokyo Game Show erstmals öffentlich vorgestellt und zum ersten Mal am 2. September 2005 beim 62. Filmfestival von Venedig aufgeführt. Der CGI-Film ist eine Fortsetzung zu Final Fantasy VII; er spielt zwei Jahre nach dem Ende des Spiels und wurde exklusiv auf DVD und Universal Media Disc (UMD) für Sonys PlayStation Portable (PSP) in Japan am 14. September 2005 veröffentlicht. Auf den europäischen und amerikanischen Märkten kam der Film am 25. April 2006 heraus, eine deutsche Veröffentlichung folgte am 5. Dezember 2006. Zu den Fortsetzungen gehören auch die Spiele Dirge of Cerberus: Final Fantasy VII und die dazugehörige Zusatzepisode Dirge of Cerberus: Lost Episode – Final Fantasy VII; beide sind First-Person/Third-Person-Shooter-Hybriden. Dirge of Cerberus wurde für die PlayStation 2 entwickelt und spielt drei Jahre nach Final Fantasy VII. Das Spiel wurde in Japan am 26. Januar 2006, in Nordamerika am 15. August 2006 und in Europa am 17. November 2006 veröffentlicht. Lost Episode wurde am 18. August 2006 in Nordamerika für Amp'd Mobiltelefone veröffentlicht.
Ein weiterer Titel für Mobiltelefone ist Before Crisis, ein Prequel, das die Geschichte der Turks in den sechs Jahren vor Final Fantasy VII erzählt. Das Spiel erschien in Japan in 24 Kapiteln im Abonnement-Verfahren ab 24. September 2004 für Mobiltelefone der NTT-DoCoMo-FOMA-900i-Reihe, die Inbetriebnahme in Nordamerika soll 2006 erfolgen, über ein Erscheinen in Europa ist nichts bekannt. Zu den anderen Prequels gehören Last Order – Final Fantasy VII, eine von Madhouse entwickelte OVA über die Zerstörung Nibelheims und Crisis Core: Final Fantasy VII, ein Action-Rollenspiel für die PSP, dessen Hauptcharakter Zack ist. Es wurde am 13. September 2007 in Japan veröffentlicht und ist am 25. März 2008 in den USA und am 20. Juni 2008 in Europa erschienen. Die deutsche Version hat ein komplett deutsches Interface (Menüs, HUD usw.), lediglich die gesprochenen Sequenzen sind englisch mit deutschen Untertiteln.
Es gibt Spekulationen, dass ein technisch verbessertes Remake von Final Fantasy VII Teil dieser Compilation sein wird. Diese Spekulationen wurde angeheizt durch eine Final-Fantasy-VII-Tech-Demo auf der Electronic Entertainment Expo 2005, wo die Eröffnungssequenz von Final Fantasy VII in Playstation-3-Grafik gezeigt wurde. Obwohl Yoichi Wada erklärt hat, dass die Präsentation lediglich einer technischen Demonstration diene – Behauptungen die von Yoshinori Kitase in einem Interview in der Final Fantasy VII Ultimania O gestützt wurden – berichtete die Electronic Gaming Monthly 2006 in ihrer Juni-Ausgabe, dass dieses Video „ein kleiner Ausblick auf ein Next-Gen-Revival“ von Final Fantasy VII sei. Square Enix hat diese Behauptungen offiziell dementiert und ihre Aussage wiederholt, dass das Unternehmen ein solches Projekt nicht angekündigt hat.
Obwohl sie nicht unter dem Siegel der Compilation erschienen sind, gibt es zwei Novellen zu Final Fantasy VII und ein drittes Final-Fantasy-VII-Spiel für Mobiltelefone. Die erste der beiden Novellen heißt „On the Way to a Smile“, eine Geschichte die auf den Ereignissen direkt nach Ende des Spiels basiert und im ersten Teil von Tifas Perspektive und im zweiten Teil von dem Jungen Denzel, welcher zur Waise wurde, als Shinra Sektor 7 zerstört hatte, erzählt. Die zweite Novelle, „The Maiden Who Travels the Planet“, berichtet von Aeris’ Reise durch den Lebensstrom nach ihrem Tod. Schließlich gibt es noch Final Fantasy VII Snowboarding, eine Mobiltelefon-Portierung des Snowboard-Minispiels aus Final Fantasy VII.